# Theloderma laeve
Theloderma laeve é uma espécie de anfíbio da família Rhacophoridae.
É endémica do Vietname.
Os seus habitats naturais são: pântanos, marismas de água doce e marismas intermitentes de água doce.